# Fyllingen Fotball
Fyllingen Fotball var en fotbollsklubb i Bergen, Norge, bildad 6 juni 1946. Laget spelade i Norges högsta division sista gången 1993. Laget spelade också i Cupvinnarcupen 1991/1992 efter att ha slutat på andra plats i norska cupmästerskapet 1990. Efter säsongen 2011 gick klubben samman med Løv-Ham och båda klubbarna upphörde då att existera, och i stället skapades FK Fyllingsdalen.

### Fotnoter
1. ↑  ”Fyllingsdalen skulle bli best bak Brann, men styrer mot 3.-divisjon” (på norska). Bergens tidende. 4 juli 2015. Arkiverad från originalet den 29 september 2017. https://web.archive.org/web/20170929183146/https://www.bt.no/100Sport/fotball/Fyllingsdalen-skulle-bli-best-bak-Brann_-men-styrer-mot-3-divisjon-197976b.html. Läst 29 september 2017.